# Тарновський Микола Юхимович
Микола Юхимович Тарновський (*22 травня 1919, Олександрівка — †27 листопада 2002, Львів), український письменник-прозаїк. Автор романів, повістей, оповідань.
Закінчив Тульчинський педагогічний технікум. З 1937-го по 1939 р. працював учителем на селі. Восени 1939 р. покликаний до лав Радянської Армії. Під час Німецько-радянської війни пройшов тяжкий шлях відступу, брав участь у обороні Москви й битві на Курській дузі. Був двічі поранений і восени 1944 р. звільнений з армії за станом здоров'я. По війні — на журналістській роботі у редакції «Вінницької правди», потім — в редакції «Закарпатської правди», де працював до 1951 р. З організацією журналу «Жовтень» перейшов на роботу в цю редакцію. Відтоді жив і працював у м. Львові. У 1957 закінчив Вищі літературні курси при Літературному Інституті ім. Горького у Москві. Нагороджений орденом Вітчизняної війни ІІ ступеня і медалями.
Автор романів «Шляхами братів» (1950), «Ранок над Ужем» (1952), «На перевалі» (1953), «Крутогора» (1957), «День починається неспокійно» (1963), «Вирок» (1965); повістей: «Незримий горизонт» (1962), «Квіти на морозі» (1966), «За рідним порогом» (1967), «Про що співає жайворонок» (для дітей, 1961), «Дев'ятий вал» (1970), «Взаємність» (1972), «Високосний день» (1973), «Пороги» (1976), «Відкриваю любов» (1978), «Золоті верби» (1979); збірок оповідань «Галя» (1954), «Як на довгій ниві» (1958). Член Спілки письменників СРСР з 1951 р.